# 日本ファインセラミックス協会
一般社団法人日本ファインセラミックス協会（にほんファインセラミックスきょうかい、英文名称：Japan Fine Ceramics Assiciation、略称：JFCA）は、日本のファインセラミックス業者で構成する業界団体。以前は経済産業省所管の社団法人であったが、公益法人制度改革に伴い一般社団法人へ移行した。

## 概要
- 所在地 - 〒105-0013　東京都港区芝公園一丁目2番6号
- 会長 - 室町正志（東芝 取締役会長）
- 設立 - 1986年11月
- 事業内容 - ファインセラミックス産業に関する情報収集や調査研究、ファインセラミックスに関する普及啓発活動、季刊の会報「FC Rapote」の発行、ファインセラミックス分野で 顕著な業績のあった個人・企業・団体に対する表彰制度（日本ファインセラミックス協会賞-産業振興賞・功績賞・技術振興賞・国際賞・地域賞）などの実施を行っている。

### 会員
正会員
- IHI
- アスザック
- イビデン
- UBE
- AGC
- 京セラ
- クアーズテック
- クボタ
- 住友化学
- 住友電気工業
- 太陽誘電
- TDK
- デンカ

- デンソー
- 東芝
- 東ソー
- TOTO
- 東邦ガス
- DOWAメタルテック
- トクヤマ
- トヨタ自動車
- ナカシマメディカル
- ニッカトー
- 日本ガイシ
- 日本タングステン
- 日本電気

- 日本特殊陶業
- ノリタケカンパニーリミテド
- 光触媒工業会
- プロテリアル
- 一般財団法人ファインセラミックスセンター
- 富士電機
- 北興化学工業
- 三井金属鉱業セラミックス事業部
- 三菱マテリアル
- 村田製作所

賛助会員
- イーグル工業
- エイチ・シー・スタルク
- 華為技術日本
- 川崎重工業
- 京セラメディカル
- 共立エレックス
- KOA
- JFEミネラル
- JPカンファレンス
- 島津製作所
- 島津メクテム

- 昭和電工
- シンコーメタリコン
- 住友金属鉱山
- 関ヶ原製作所
- 大研化学工業
- 竹田印刷
- 太陽金網
- 中国電力
- トーカロ
- 東京エレクトロン
- 豊田中央研究所

- 西村陶業
- 日本ファインセラミックス
- 日本山村硝子
- 日立製作所
- 本田技術研究所
- 三井住友銀行
- 三菱重工業
- 美濃窯業
- 矢野経済研究所
- リード エグジビション ジャパン
- LIXIL